# 高解析度成像科學設備
高解析度成像科學設備（英語：High Resolution Imaging Science Experiment，缩写为HiRISE）是火星探測衛星火星偵察軌道器的攝影機。該攝影機重量65kg，造價4000萬美元，在亞利桑那大學的月球與行星實驗室主導下由波爾航太科技公司製造。該儀器包含一台口徑0.5m的反射望遠鏡，是深太空任務中使用過最大的望遠鏡。該望遠鏡可拍攝解析度达0.3m/px的火星表面影像。
直到2010年，HiRISE拍攝的影像已覆盖火星表面的1%。

## 歷史

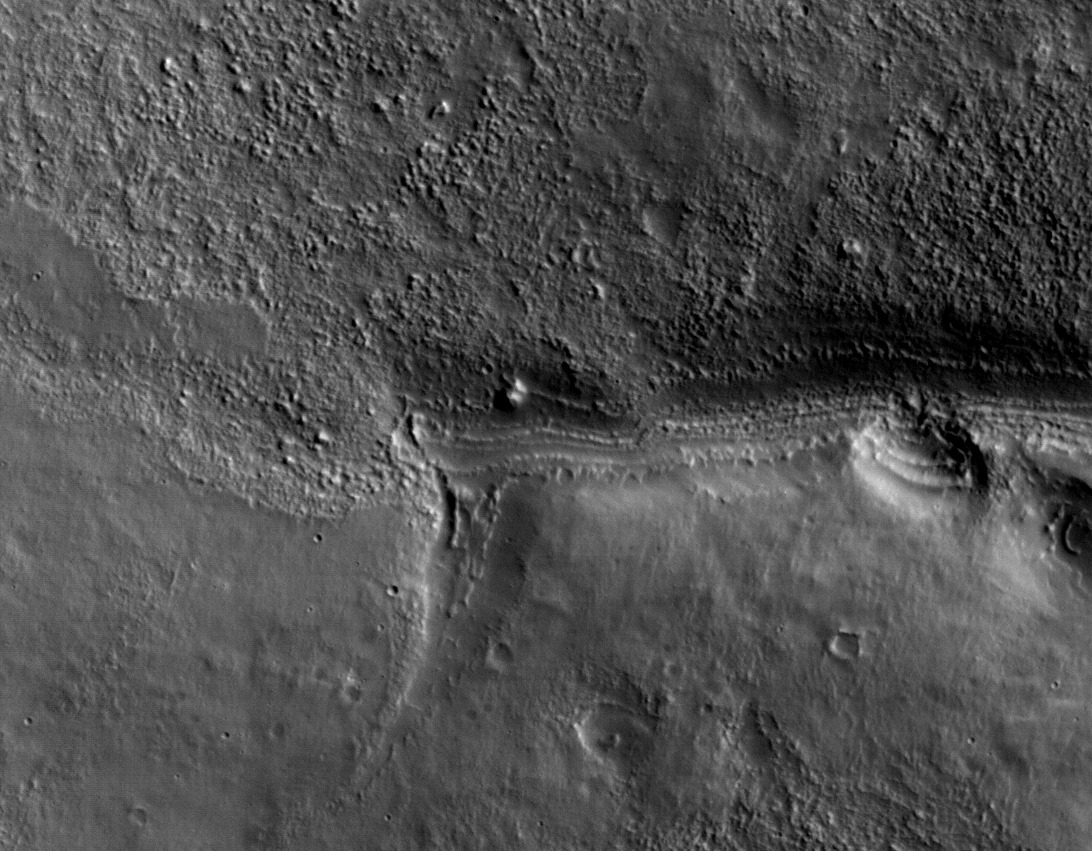
HiRISE拍攝的第一張火星表面裁切影像。

1980年代晚期，波爾航太的艾倫·德拉米爾（Alan Delamere）計畫製造一個高解析度的攝影機做為未來火星樣本取回和表面探測之用。2001年初他和亞利桑那大學的阿爾弗雷德·麥克尤恩組成團隊並提出火星偵察軌道器使用的高解析度相機建議，而NASA於2001年11月9日接受了該提議。
波爾航太負責製造攝影機本體，並於2004年12月6日將製造完成的HiRISE送往NASA裝上火星偵察軌道器衛星本體。當時該衛星已經計畫於2005年8月12日發射。
在火星偵察軌道器前往火星期間，HiRISE拍攝了月球和珠寶盒星團等校準影像來協助相機做為拍攝火星表面的準備。
2006年3月10日火星偵察軌道器進入環繞火星軌道，並啟動HiRISE拍攝初步影像。該儀器在衛星進入氣阻減速之前有兩次拍攝火星表面影像的機會（首次機會在2006年3月24日），在這段期間相機將關閉六個月。同年9月27日相機成功開啟，並於29日拍攝首張高解析度影像。
2006年10月6日，HiRISE拍攝了首個維多利亞撞擊坑的影像，當時機會號火星探測漫遊者正探測該處。
2007年2月，七個感應器出現訊號退化狀況，其中一個紅外線頻道幾乎完全退化，另一個頻道也發生大幅度退化。當攝影機溫度增高時，這個問題看起來消失了。到了3月時狀況穩定下來，但當時並不知原因。之後波爾航太工程人員進行實驗後得到了確切的證據是類比數位轉換器受到汙染，導致位元翻轉而產生明顯雜訊或影像的低劣資料，再加上設計缺陷造成傳送不良類比波到類比數位轉換器。之後發現可藉著加熱類比數位轉換器逆轉退化。
2007年10月3日HiRISE方向轉向地球，並拍攝了地球和月球的高解析度彩色影像，距離1.42億公里外的地球和月球在影像中的大小分別是90和24像素。
2008年5月25日，HiRISE拍攝了凤凰号火星探测器降落傘張開後下降往火星的影像。這是太空探測器首次拍攝到其他太空探測器降落到行星表面最終過程。
2010年4月1日，NASA釋出了HiWish計畫下社會大眾建議HiRISE拍攝影像區域的第一張照片。八個位置的其中一個是歐羅姆混沌地形。以下第一個影像是該區域廣視野影像，之後兩個是HiRISE拍攝。

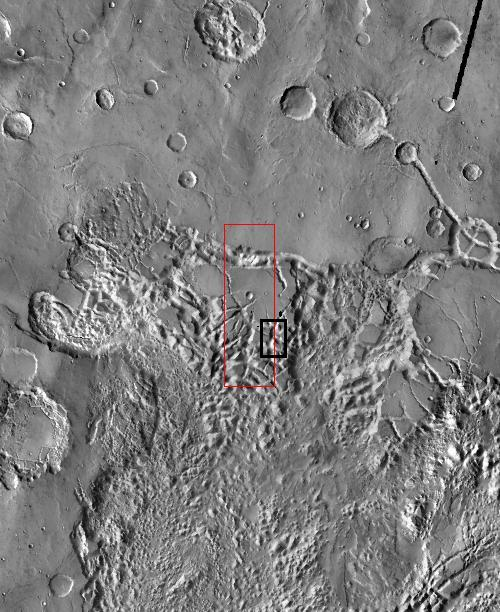
本影像由2001火星奧德賽號的THEMIS拍攝，是之後HiRISE影像的廣視野。黑色方框是HiRISE影像的大致位置。本影像是廣大的歐羅姆混沌地形（Aureum Chaos）的一部分。點選可看大圖。
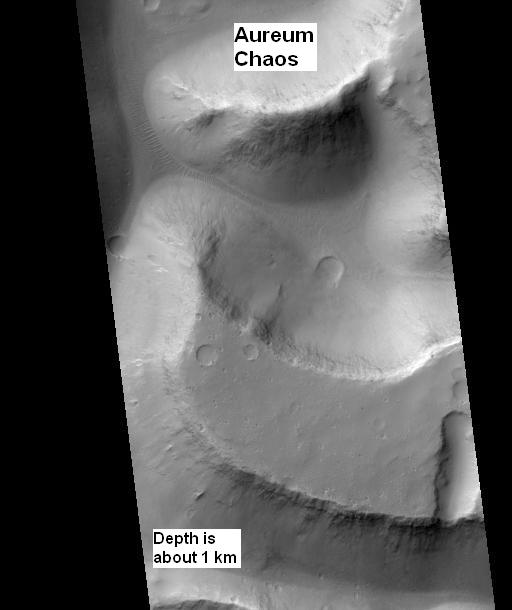
HiRISE拍攝的歐羅姆混沌地形，是HiWish計畫的一部分。位於珍珠灣區。
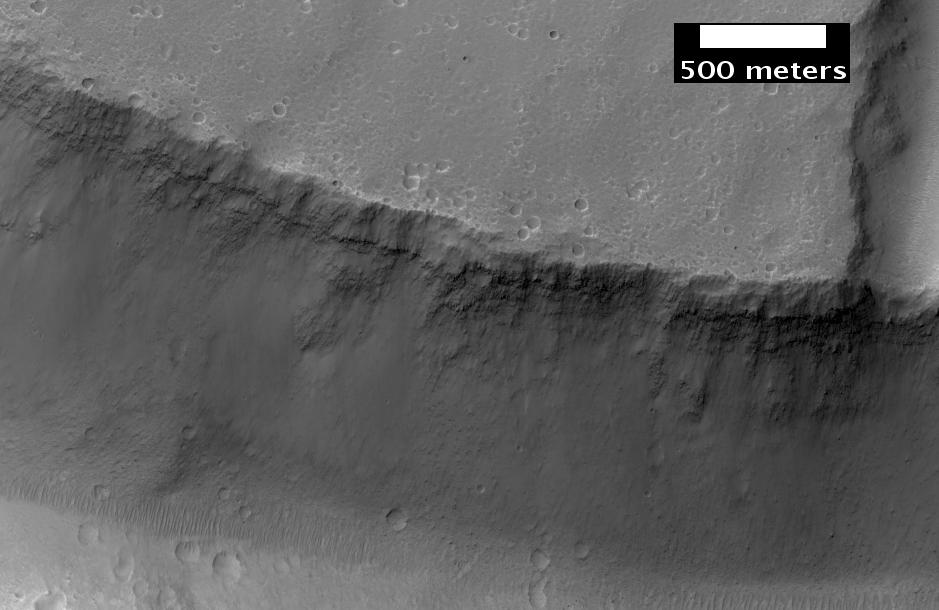
前一張影像的近距離細節，同樣是HiWish計畫的一部分。影像中小圓點是巨石。
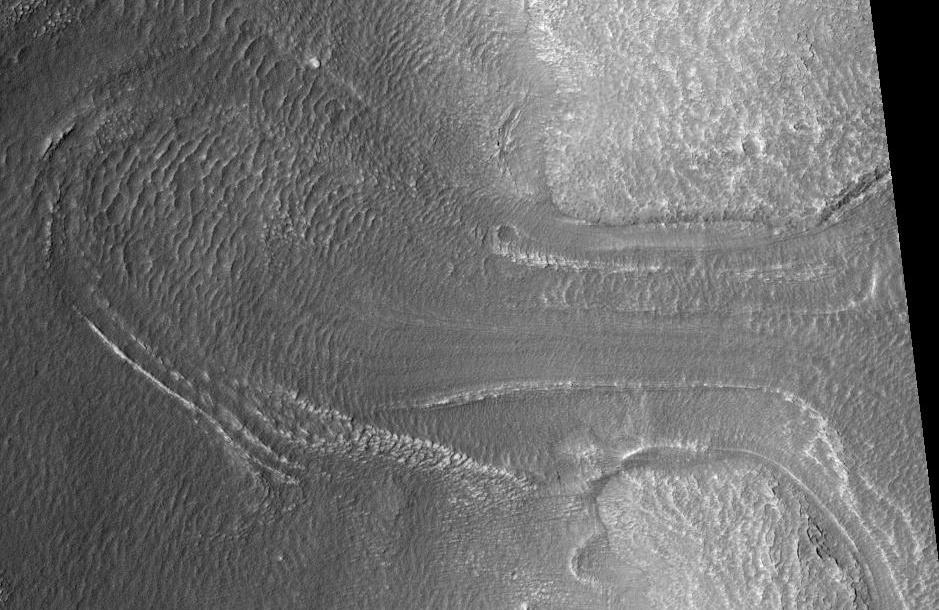
HiRISE拍攝的可能是冰川地形，是HiWish計畫的一部分。雷達探測顯示該區域幾乎由純水冰組成。該區域看起來是從左側的高地（桌山）向右移動。位於伊斯墨诺斯湖区。

## 目的

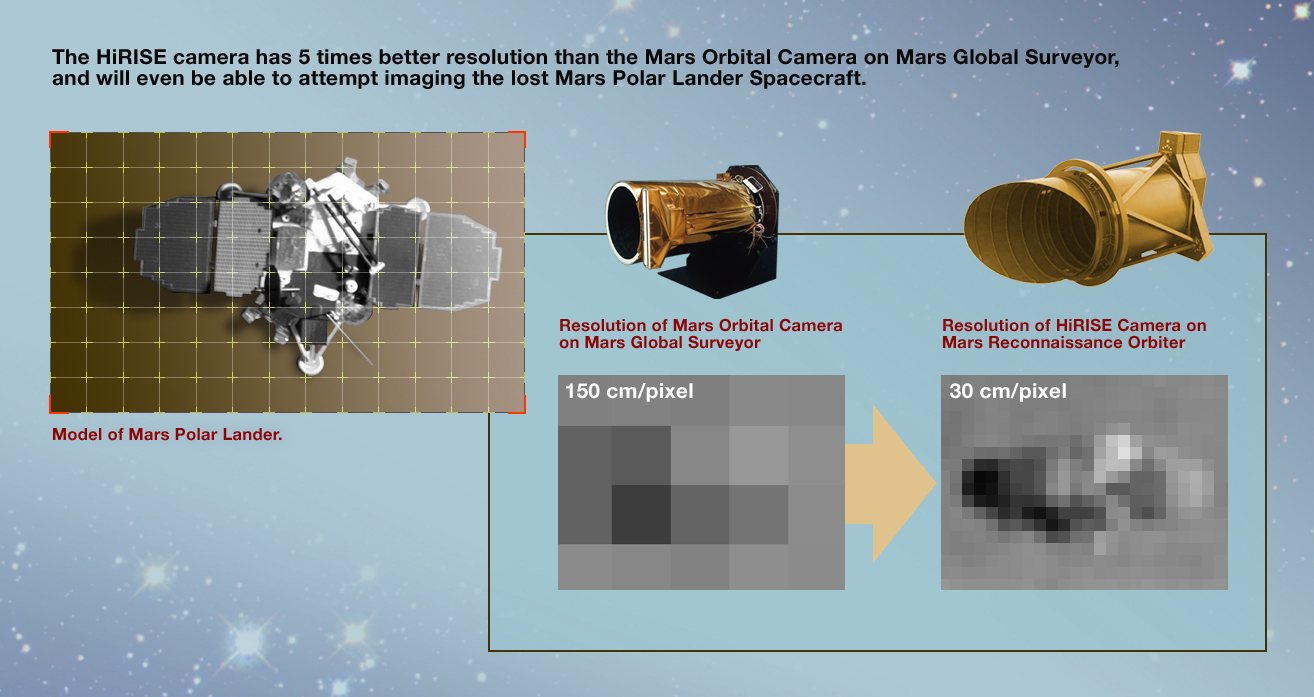
火星偵察軌道器的HiRISE和火星全球探勘者號上的火星軌道攝影機（Mars Orbiter Camera，MOC）解析度比較

HiRISE的攝影機設計是為了觀察到火星表面比之前更多的細節。它可以更清楚看到火星新形成的撞擊坑、並發現火星的沖積扇、黏性流體地表特徵和包含角礫岩的斑點狀物質積存地區。科學家因此可以藉此研究火星表面地表特徵年齡和尋找未來火星登陸器的登陸地點，而且一般來說是要觀測先前其他探測衛星先前拍攝影像區域更詳細的細節。這樣可以讓科學家更好地研究火星上的渠道和谷地、火山地形、可能的古代湖或海、和其他存在於火星表面的地表特徵
社會大眾現在也可以要求HiRISE拍攝指定的位置。因為這個原因和史無前例地公開讓社會大眾取得這些影像，團隊人員在短時間內已收到許多請求並立即處理。因此該攝影機也被稱為「大眾的相機」（The People's Camera）。

## 設計

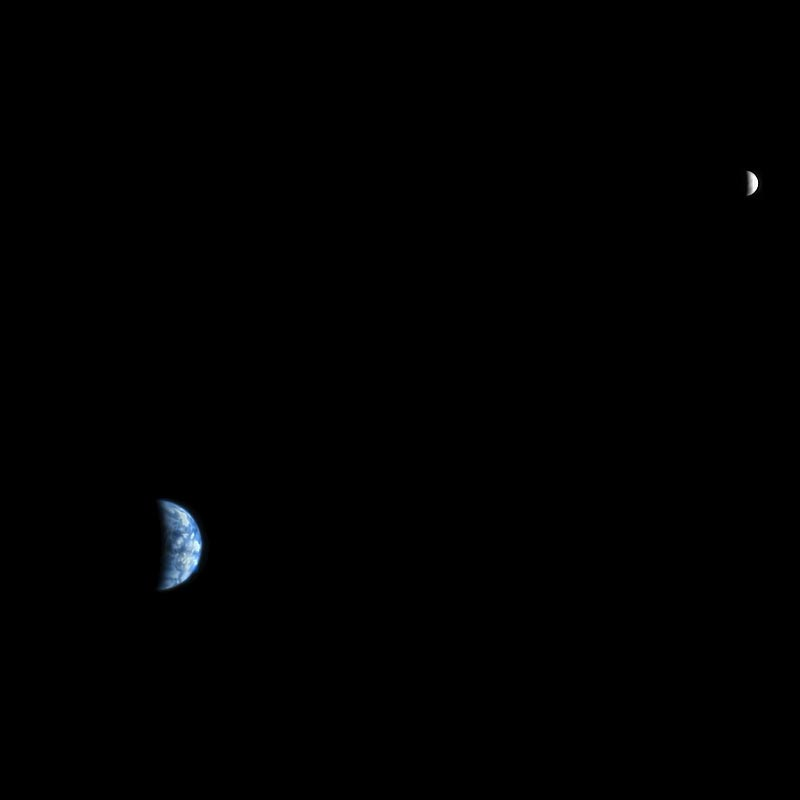
火星偵察軌道器以HiRISE拍攝的地球和月球影像。

HiRISE在一開始就被設計做為高解析度照相機。該儀器有一個配備大口徑鏡頭和CCD的照相機。因此該儀器的角分辨度達到了1微弧度，或者是在300公里高度上0.3m/px（相較之下，Google Maps的衛星影像解析度為1公尺）。HiRISE可以拍攝三種顏色的影像：波長400到600 nm（藍－綠或B-G）、550到850 nm（紅或R）和800–1,000 nm（近紅外線或NIR）。
HiRISE包含一台主鏡口徑0.5公尺的反射望遠鏡，是至今送往地球軌道之外最大望遠鏡，重量64.2公斤。
紅色波段影像寬度20048像素（相當於300公里高處拍攝寬度6公里），而藍－綠和近紅外線波段影像寬度4048像素（相當於300公里高處拍攝寬度1.2公里）。HiRISE的內建電腦可以配合衛星的地面速度讀取這些線狀資料，這代表影像的長度可能是無限的。實際上，影像的長度會受到內建電腦記憶體容量28GB的限制。紅色波段影像的最大尺寸（壓縮到每個像素8位元）是大約20000 × 126000像素；或較窄的藍－綠和近紅外線波段影像可達2520百萬像素和4000 × 126000像素（504百萬像素）。一個未壓縮單張影像容量最高可達28 Gb，但這些圖像壓縮後傳送時容量最大為11.2Gb。這些影像會在公開的HiRISE網站以稱為JPEG 2000的新影像格式公開釋出。
為了對未來登陸艇可能登陸地點進行測繪，HiRISE可以繪製出解析度達到0.25m/px的地面立體影像。

## 外部連結
- HiRISE official website
- HiBlog, the official HiRISE blog
- Help NASA categorize images taken by HiRISE

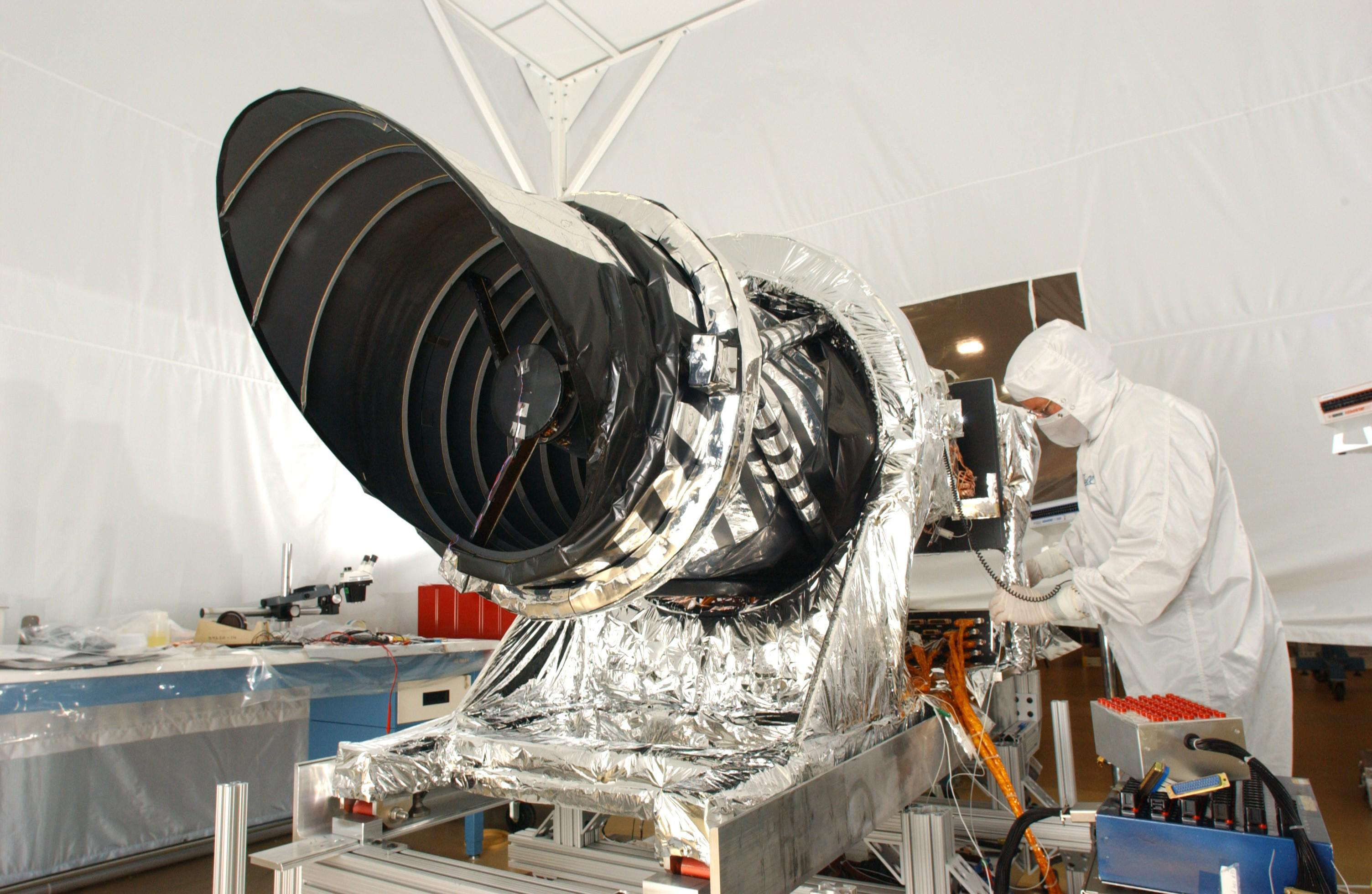
工作人員準備將HiRISE裝設到火星偵察軌道器衛星上。

- Patterns of Mars - 12 High Resolution Photos by HiRISE on www.time.com[永久]
- Browse Map of Images （页面存档备份，存于） from ASU